# Teton Range
Teton Range, także Teton – pasmo górskie w Stanach Zjednoczonych, w stanie Wyoming, z najwyższym szczytem Grand Teton (4197 m n.p.m.). Teren pasma górskiego znajduje się w Parku Narodowym Grand Teton. Jest najmłodszym pasmem Gór Skalistych. Do pasma należą 84 nazwane góry, najwyższe z nich tworzą Cathedral Group.

## Najwyższe szczyty
- Grand Teton (4197 m n.p.m.)
- Mount Owen (3936 m n.p.m.)
- Middle Teton (3903 m n.p.m.)
- Mount Moran (3865 m n.p.m.)
- South Teton (3814 m n.p.m.)
- Teepe Pillar (3739 m n.p.m.)
- Teewinot Mountain (3733 m n.p.m.)
- Cloudveil Dome (3666 m n.p.m.)
- Thor Peak (3659 m n.p.m.)
- East Prong (3657 m n.p.m.)